# Phyllanthus prainianus
Phyllanthus prainianus är en emblikaväxtart som beskrevs av Collett och William Botting Hemsley. Phyllanthus prainianus ingår i släktet Phyllanthus och familjen emblikaväxter.
Artens utbredningsområde är Burma. Inga underarter finns listade i Catalogue of Life.